# Comarmondia gracilis
Comarmondia gracilis is een slakkensoort uit de familie van de Clathurellidae. De wetenschappelijke naam van de soort is voor het eerst geldig gepubliceerd in 1803 door Montagu.